# Йоті Амге
Йоті Амге (англ. Jyoti Amge; нар. 16 грудня 1993, Нагпур, Індія) — найменша у світі дівчина. Її зріст 62,7 см, а вага 5 кг.
Дівчина від народження хворіє на хондродистрофію — форму нанізму. Фахівці стверджують, що її зріст стабілізувався і вищою вона вже не стане. Йоті Амге знялася у двох болівудських стрічках.

## Фільмографія
| Рік       | Назва                                | Роль     | Примітки                                         |
| --------- | ------------------------------------ | -------- | ------------------------------------------------ |
| 2009      | Body Shock                           | себе     | документальний фільм; серія «Two feet high teen» |
| 2012–2013 | Bigg Boss 6                          | себе     | реаліті-шоу; запрошений гість                    |
| 2014–2015 | Американська історія жахів: Фрік-шоу | Ма Петіт | телесеріал; 12 серій                             |